# كاثال باريت
كاثال باريت (بالإنجليزية: Cathal Barrett)‏ هو لاعب قذف أيرلندي، ولد في 21 يوليو 1993.